# Bostra tabida
Bostra tabida är en insektsart som beskrevs av Ludwig Redtenbacher 1908. Bostra tabida ingår i släktet Bostra och familjen Diapheromeridae. Inga underarter finns listade.